# ウィットブレッド
ウィットブレッド（英: Whitbread plc、ホイットブレッド）は、イギリス・ベッドフォードシャーのダンスタブルに本拠を置くホスピタリティ関連企業。現在はホテルチェーン「Premier Inn」とレストランチェーンの運営が中心となっている。創業は18世紀で、長くビール醸造業者として事業を行っていた。ロンドン証券取引所上場企業（LSE: WTB）。

## 沿革
1742年12月11日、ベッドフォードシャー生まれの国会議員であるサミュエル・ウィットブレッド（Samuel Whitbread）が、Thomas Shewellと共同で、イーストエンド・オブ・ロンドンのブルワリーを買収し事業を始めたことがルーツとなる。1750年にイギリスで最初となるポータービールの大量生産を開始、サミュエルのブルワリーは当時の世界最大となり、1784年にはジェームズ・ワットの改良した蒸気機関をブルワリーに導入、その先進技術は1787年に当時の国王ジョージ3世の視察訪問するところとなった。
第二次世界大戦後の1948年にロンドン証券取引所に上場、ラガービールを中心にイギリス有数のビールメーカーとして生産を続けたが、国際競争の強まる中で経営の多角化を進め、1974年にパブレストランのBeefeater（ビーフィーター）を開業し外食事業に進出、1979年にパブレストランBrewers Fayreを開業しチェーン展開、1987年にTravel Innのブランドを立ち上げホテル事業に進出、1995年にイギリス最大のコーヒーチェーンであるコスタ（Costa Limited、1971年創業）を買収した。他方、250年以上の歴史を持ったビール事業は、価格圧力と業界再編の波を受けて2000年5月、ベルギーのインターブリュー（Interbrew S.A.、現在のアンハイザー・ブッシュ・インベブ）への売却を発表した。
2004年、ホテルチェーンのPremier Lodgeを買収の上、Travel Innと統合し新たにPremier Inn（プレミアイン）のブランドを創設し、同ブランドはイギリスを代表するエコノミーホテルブランドに成長、2008年に新たなレストランチェーンとしてTable Tableを開業した。2018年4月、コスタ・コーヒーの経営分離を発表、同年8月、同チェーンのコカ・コーラへの売却を発表した。
なお日本のビジネスホテルチェーン「プレミアイン」（ホスピタリティパートナーズグループによる運営）は、ウィットブレッド運営のPremier Innとは無関係である。